# Seattle–Tacoma nemzetközi repülőtér
A Seattle–Tacoma nemzetközi repülőtér (IATA: SEA, ICAO: KSEA) az Amerikai Egyesült Államok egyik jelentős nemzetközi repülőtere. Washington államban, Seattle és Tacoma közelében található. Éves utasforgalma 45 964 321 fő (2022).

## Futópályák
A repülőtér futópályái:
- 16C/34C (9426 ft, 150 ft, beton)
- 16L/34R (11 901 ft, 150 ft, beton)
- 16R/34L (8500 ft, 150 ft, beton)

## Forgalom
Az utasforgalom az elmúlt években az alábbi módon változott:
| Utasok száma | 2 822 007 | 4 788 962 | 9 820 419 | 11 466 755 | 16 313 289 | 25 863 466 | 28 804 554 | 31 553 166 | 46 934 194 | 50 877 260 |
|              | 1966      | 1972      | 1979      | 1985       | 1991       | 1998       | 2004       | 2010       | 2017       | 2023       |